# 땃쥐이빨땃쥐텐렉
땃쥐이빨땃쥐텐렉(Microgale soricoides)은 텐렉과에 속하는 포유류의 일종이다. 마다가스카르섬의 토착종이다. 자연 서식지는 아열대 또는 열대 기후 지역의 습윤 저지대 숲과 아열대 또는 열대 기후의 습윤 저산대 숲이다. 서식지 감소로 멸종 위협을 받고 있다.